# Alfacar
Alfacar ist eine Gemeinde in Spanien etwa neun Kilometer nördlich von Granada in der Region Andalusien. Sie befindet sich in der fruchtbaren Ebene von Granada (Vega de Granada) auf 910 m Höhe über dem Meeresspiegel am Fuße des Naturschutzparks Sierra de Huetor. Alfacar ist besonders bekannt durch seine vielen Quellen und sein gutes Brot.
Neben der günstigen Ausgangslage zu Sehenswürdigkeiten in der näheren und weiteren Umgebung gibt es auch gute Möglichkeiten zum Wandern, Klettern und Gleitfliegen. Die Entfernung zum Skigebiet der Sierra Nevada beträgt 38 km und bis zum Meer sind es 75 km.

## Sehenswürdigkeiten
- El caracolar
- Fuente Grande, Fuente Chica y Fuente del Morquíl (Quellen)
- Parque homenaje a Federico García Lorca (Park im Andenken an Federico García Lorca)
- La Alfaguara / Sierra de Huetor (Naturschutzpark)

## Städtepartnerschaften
- Fuente Vaqueros,  Spanien.
- Valencia de Alcántara,  Spanien.